# Rolls-Royce Corniche

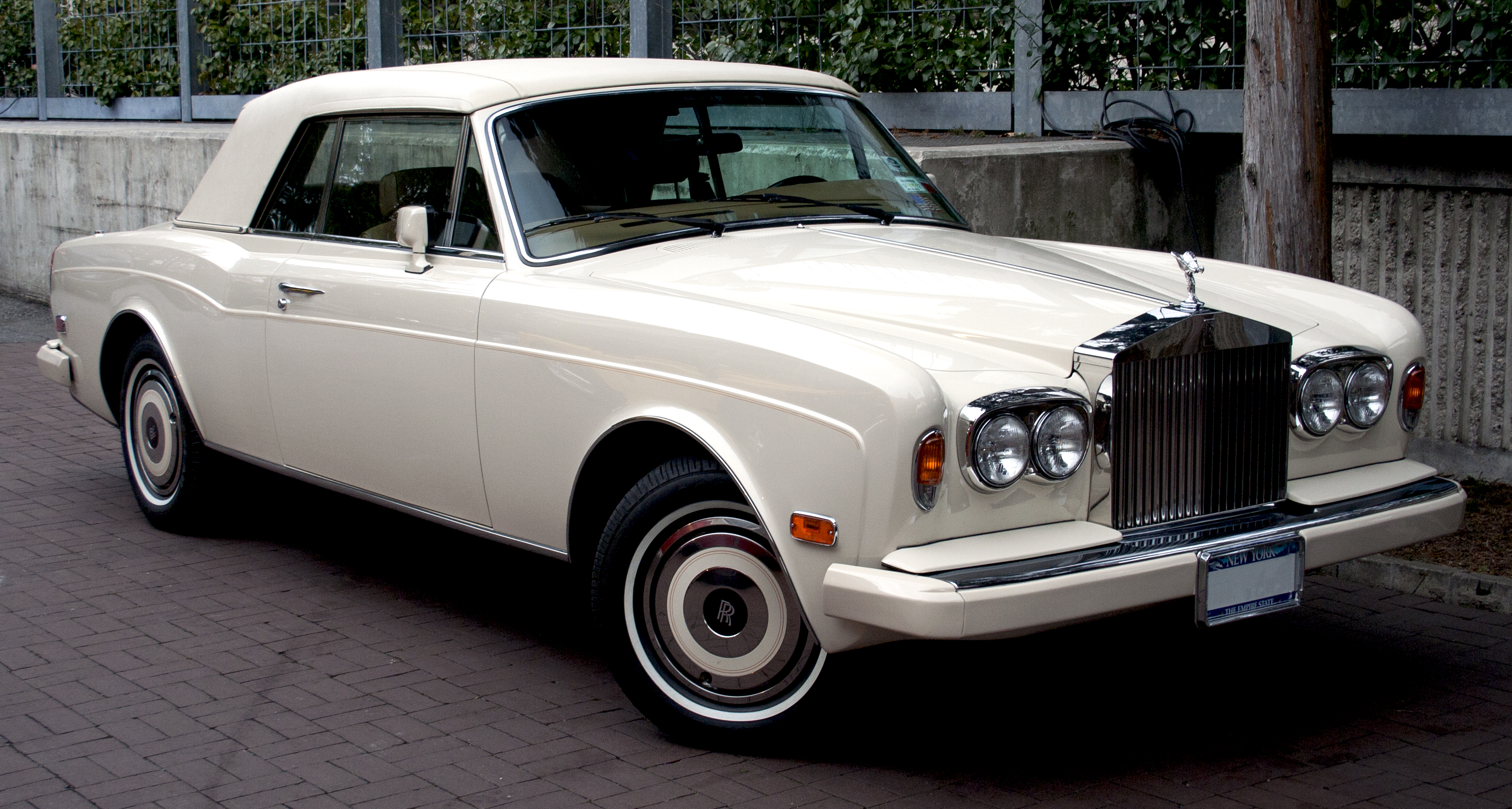
Rolls-Royce Corniche

Rolls-Royce Corniche — версії купе і кабріолет моделі Rolls-Royce Silver Shadow, що вироблялись в період між 1971 і 1996 роками.
До 1984 року модель продавалась під назвою Bentley Corniche, а з 1984 року відома як Bentley Continental.
З січня 2000 по 2002 рік виготовлявся кабріолет Rolls-Royce Corniche, створений на основі Bentley Azure, що робить його першим і єдиним Rolls-Royce що походять від Bentley. Всього виготовлено 374 автомобілів.

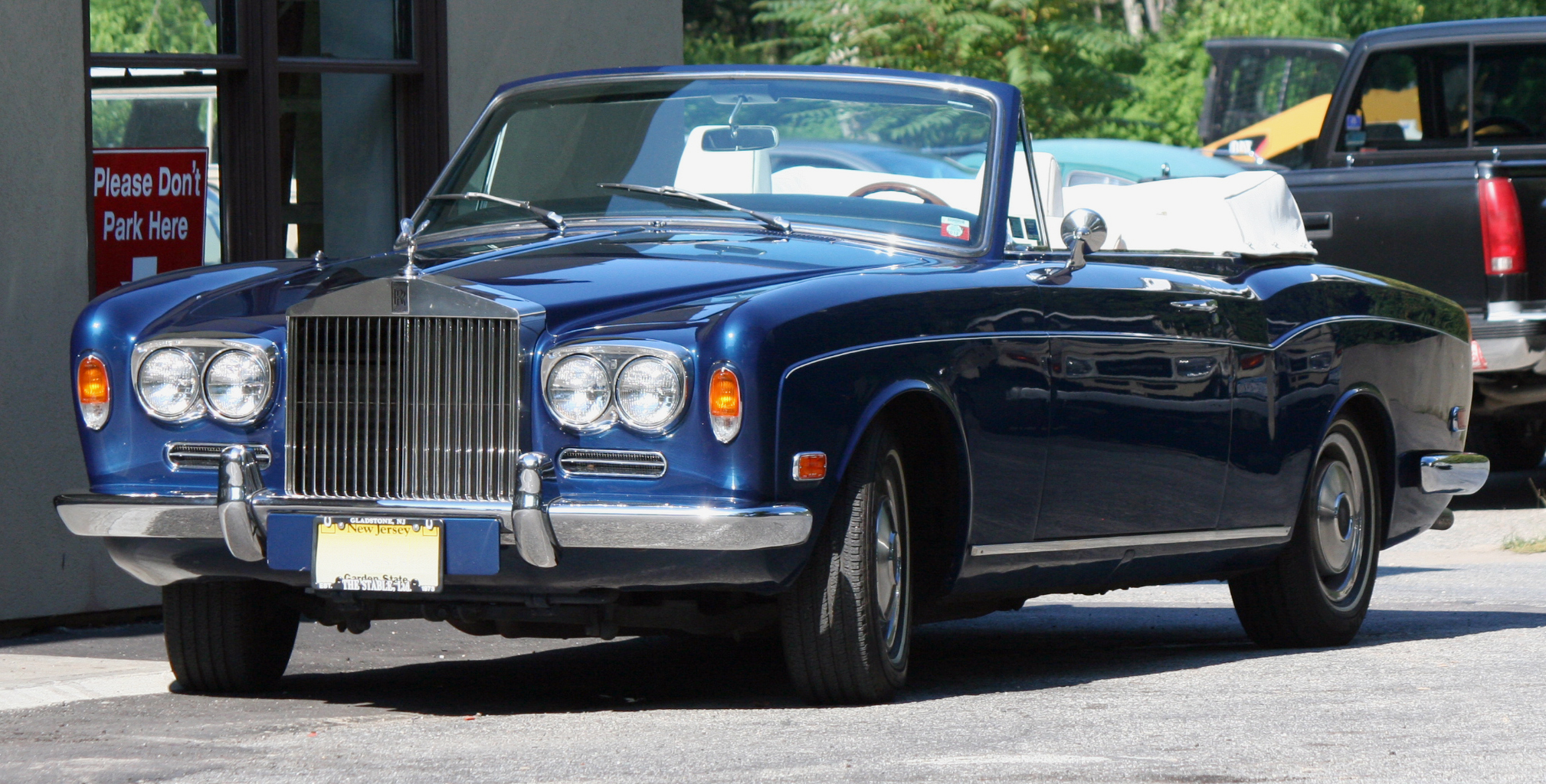
Corniche I (1971–1987)
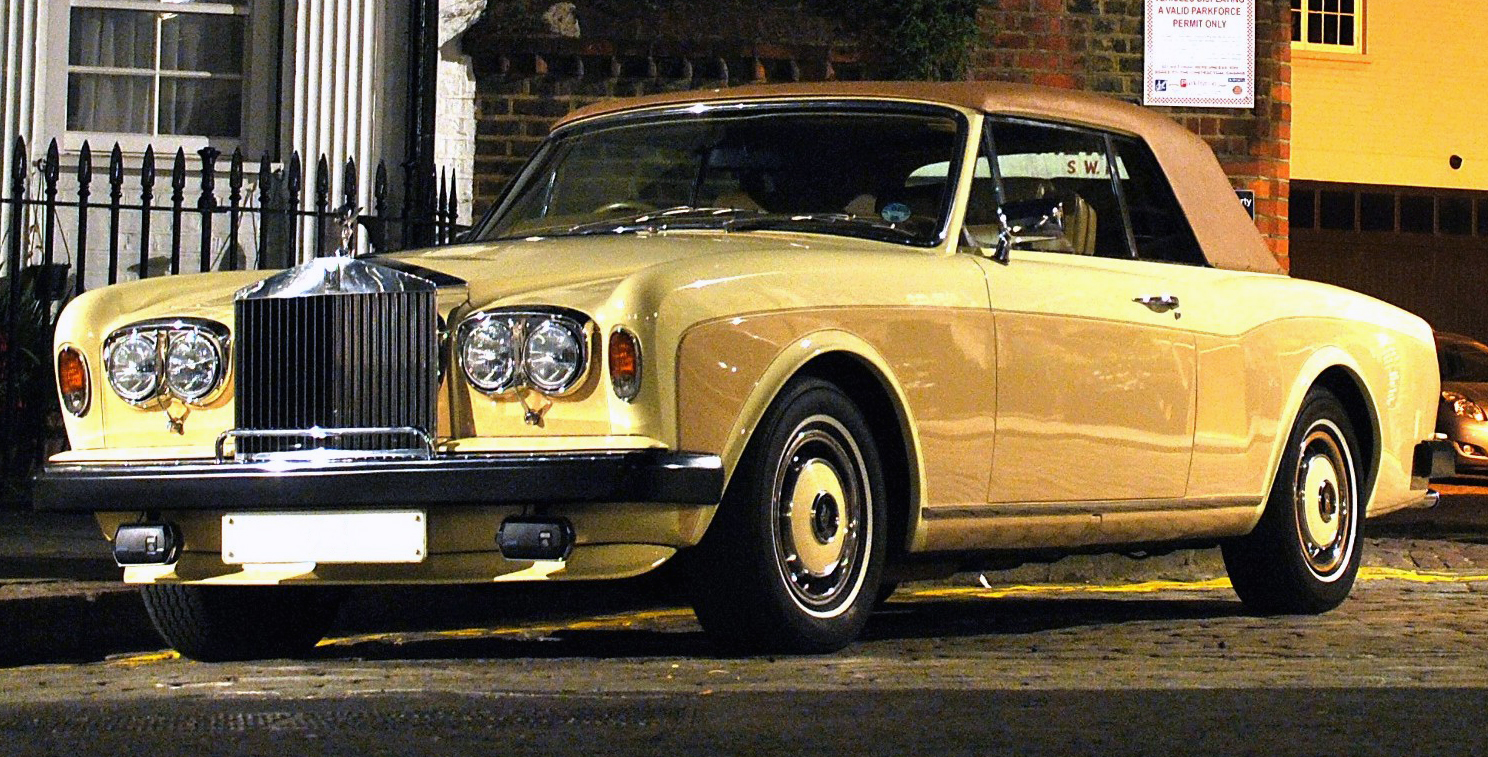
Corniche II (1988–1989)
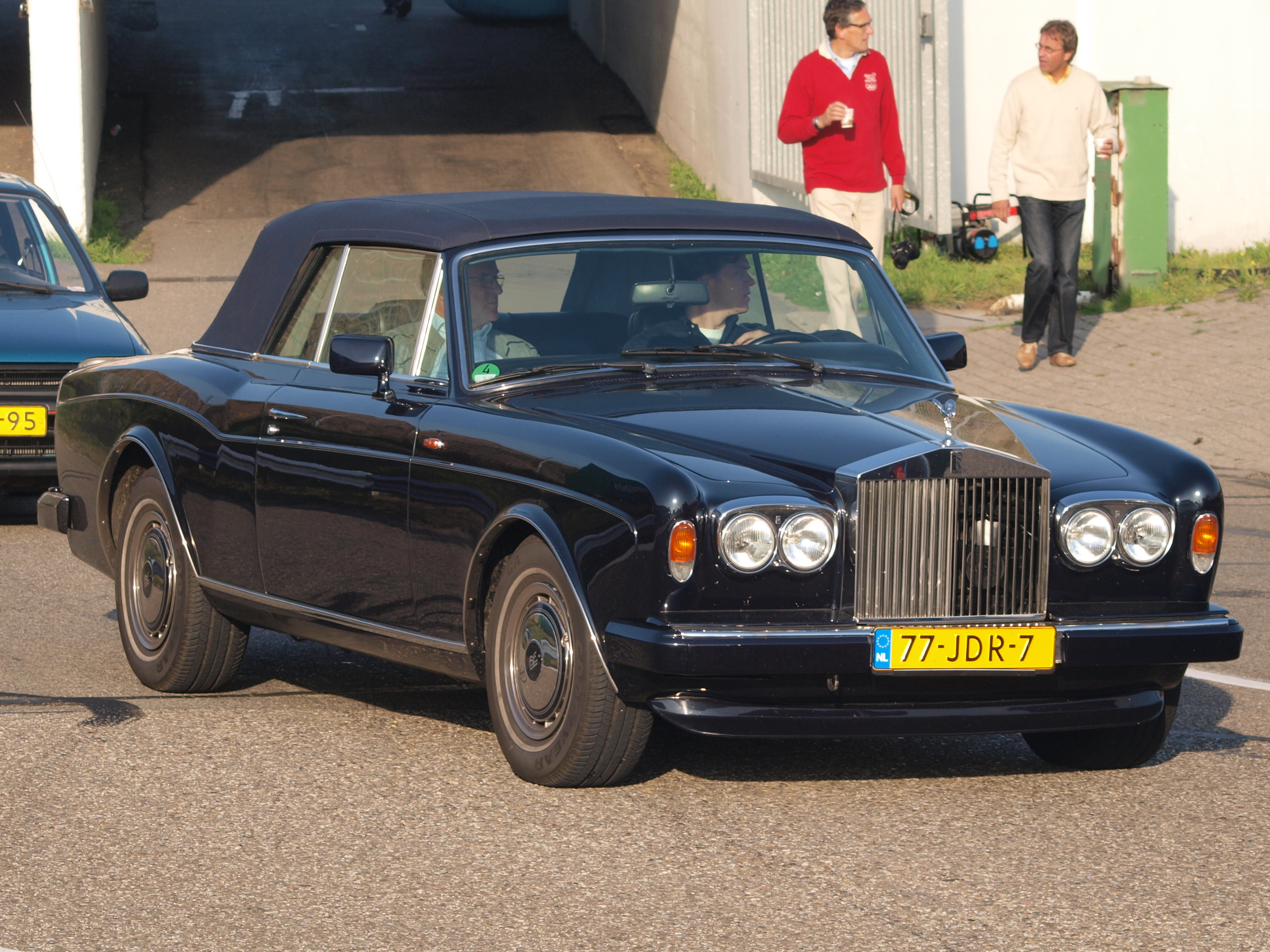
Corniche III (1989–1993)
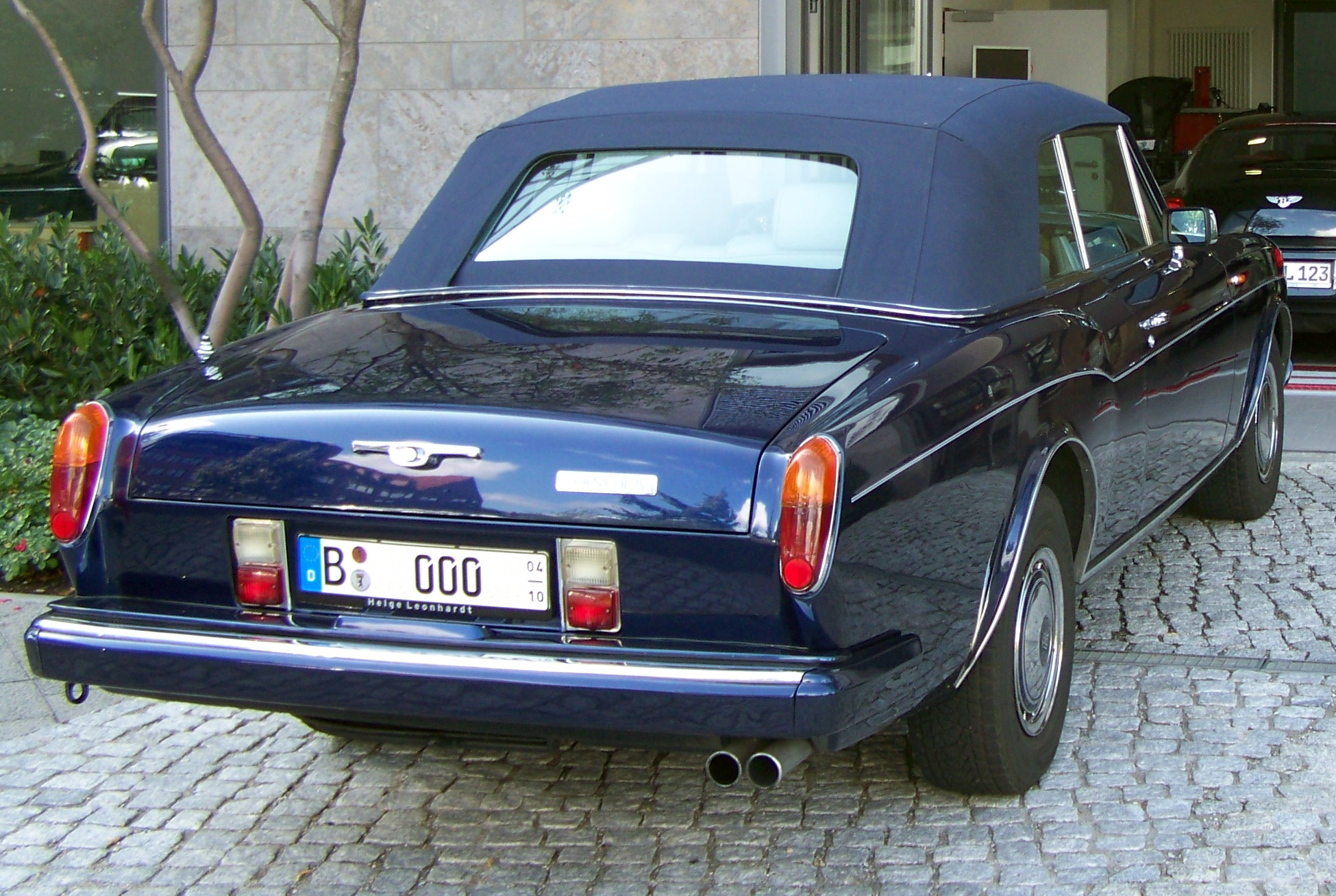
Corniche IV (1993–1995)
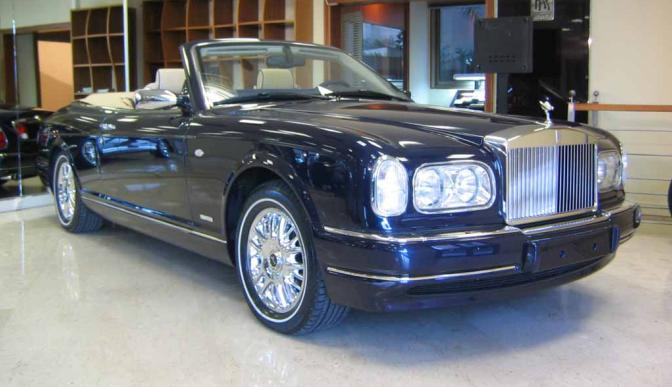
Corniche V (2000–2002)

## Виробництво
- Rolls-Royce Corniche: 4347
  - Coupé (1971–1982): 1108
  - Cabriolet (1971–1987): 3239
- Bentley Corniche: 140
  - Coupé (1971–1982): 63
  - Cabriolet (1971–1984): 77
- Rolls-Royce Corniche II: 1226
- Rolls-Royce Corniche III: 452
- Rolls-Royce Corniche IV: 244
  - Corniche IV (1993–1995): 219
  - Corniche S (1995): 25
- Bentley Continental (1984–1994): 421
  - Bentley Continental Turbo (1992–1995): 8
- Corniche V (2000–2002): 374